# 第二海軍卿
第二海軍卿兼海軍参謀次長（Second Sea Lord and Deputy Chief of Naval Staff）は、イギリス海軍の役職。第一海軍卿兼海軍参謀総長の副官。
人事・装備・インフラを管掌する。
諸外国の海軍参謀次長、日本の海軍軍令部次長、海上幕僚副長、アメリカ合衆国の海軍作戦次長に相当する。